# MasterChef Česko (3. řada)
Třetí řada české reality show MasterChef Česko odstartovala 9. ledna 2019 a byla ukončena 12. června 2019. Byla vysílána ve středu od 21.35 na Nově. Porotci se stali Jan Punčochář, Radek Kašpárek a Přemek Forejt.
Soutěžilo se tentokrát pouze o půl milionu, avšak po více než dvouleté pauze se televize rozhodla formát oživit a zcela obměnila porotu. Podařilo se získat michelinského kuchaře Radka Kašpárka, trojnásobného vítěze ankety Zlatý kuchař Jana Punčocháře a šéfkuchaře moderní gastronomie a Zlatého kuchaře roku 2019 Přemka Forejta. Novinkou se např. staly venkovní týmové výzvy, týmové výzvy o 3 týmech (k modré a červené přibyla zelená zástěra), či soutěž o vlastní bagetu/snídaňové menu v Bageterii Boulevard.
Třetím českým MasterChefem se stala první žena, sedmnáctiletá studentka Kristína Nemčková; ve finále, kde se poprvé o titul utkali tři kuchaři, se na druhém místě umístil student se 6 prsty Jan Vorel a na třetím barmanka Lea Skálová.

## Castingová kola a výběr do TOP 16
Záběry z castingů, kterých se účastnila stovka zájemců, byly sestříhány do prvních dvou dílů. Pro přijetí byla třeba většina hlasů porotců.
Takto postoupilo 27 amatérských kuchařů. Nově mohli porotci z castingu poslat rovnou do TOP 16 pouze tři nejlepší pokrmy - od Kristíny Nemčkové, Jana „Honzy“ Vorla a Pavla Krajčíka. Zbylých 24 soutěžících ve 3. a 4. dílu bojovalo o postup.
Nejprve byli zbylí uchazeči o místo v TOP 16 rozděleni do 7 tříčlenných skupin. Každá čelila jiné výzvě, ze které zpravidla jeden soutěžící postoupil, jeden vypadl a jeden musel ještě o postup zabojovat v další výzvě:
Při přípravě pokrmu z mletého masa (3. díl) uspěl Petr Březina, obchodní zástupce Bohuslav musel pokračovat v další výzvě. Nejlepší vegetariánský pokrm (3. díl) uvařila Denisa Cziglová, pokračoval projektový manažer Jiří. U dezertu z kakaových bobů (3. díl) uspěla Eser Vosátková, zpěvačka a překladatelka Šárka dále pokračovala; zde byl vyřazen architekt Zdeněk Rajniš, který se pod pseudonymem „Dědek umístil“ v TOP 16 4. řady na 13. místě. Na pokrmu s rýží (3. díl) v hlavní roli si zlomili vaz všichni tři vybraní účastníci. Naopak díky výtečnému zpracování křepelky postoupily do finále 2 účastnice - Zuzana Böhmová a Monika „Mona“ Kokyová, přičemž pokračovala food stylistka Bára.
Z dalších 2 paralelních výzev (4. díl), kde 3 soutěžící připravovali pokrm z krevet a mořských plodů a další 3 z mořského vlka postoupili, postoupili Lea Skálová (plody) a Miroslav „Mirek“ Polák (vlk), pokračovali grafička Aneta (plody) a dřevorubec Oliver (vlk). V poslední výzvě (4. díl), ve které měli soutěžící připravit jídlo z jablek, postoupil jak Marek Kühnel, tak Kateřina Kolbová, druhou šanci dostal produkční Miroslav.
O poslední čtyři místa ještě zabojovalo ve 4. díle 7 zbylých soutěžících, kteří měli za úkol připravit pokrm s těstovinami jako hlavní ingrediencí. To se nejvíce povedlo Barboře „Báře“ Noskové, ostudu si neuřízli ani Oliver Pape a Šárka Castells, kteří všichni postoupili. Miroslav byl vyřazen.
Ve Stresové výzvě připravit co nejvíce palačinek v omezeném časovém limitu Jiřího a Anetu porazil Bohuslav Adamus, který tak doplnil již kompletní TOP 16.

## Finálová TOP 16
Z finálové TOP 16 byli soutěžící postupně vyřazováni v 5. − 22. dílu, dokud nezbyli nejlepší tři . Mezi nimi se pak rozhodlo o vítězi ve 23. finálním dílu, kde finalisté mají za úkol uvařit tříchodové menu, které je nejvíce vystihuje. U každého chodu rozdal každý z porotců jednotlivým účastníkům svých 10 bodů, které měli k dispozici. Zvítězil ten s největším celkovým počtem bodů. 
| Pořadí | Soutěžící                | Věk | Povolání                                                 | Bydliště | Výsledek                                  |
| ------ | ------------------------ | --- | -------------------------------------------------------- | -------- | ----------------------------------------- |
| 1.     | Kristína Nemčková        | 17  | studentka obchodnictví                                   | Praha    | Vítěz7. vyřazená                          |
| 2.     | Jan „Honza“ Vorel        | 22  | student hotelnictví                                      | Ivančice | 2. finalista9. vyřazený                   |
| 3.     | Lea Skálová              | 25  | barmanka                                                 | Praha    | 3. finalistka                             |
| 4.     | Petr Březina             | 41  | bankéř                                                   | Praha    | 16. vyřazený                              |
| 5.     | Oliver Pape              | 22  | dřevorubec                                               | Šumperk  | 15. vyřazený                              |
| 6.     | Kateřina „Kačka“ Kolbová | 27  | účetní                                                   | Zlín     | 14. vyřazená                              |
| 7.     | Ester Vosátková          | 45  | kartářka                                                 | Praha    | 13. vyřazená                              |
| 8.     | Monika „Mona“ Kokyová    | 34  | mateřská dovolená (vyučená kuchařka, dříve nezaměstnaná) | Nosislav | 12. vyřazená                              |
| 9.     | Šárka Castells           | 50  | zpěvačka, překladatelka (vyučená cukrářka)               | Havířov  | 11. vyřazená8. vyřazená                   |
| 10.    | Miroslav „Mirek“ Polák   | 27  | produkční                                                | Příbram  | 10. vyřazený                              |
| 11.    | Denisa Cziglová          | 31  | daňová poradkyně                                         | Brno     | 6. vyřazená                               |
| 12.    | Zuzana Böhmová           | 34  | PR asistentka                                            | Zlín     | 5. vyřazená                               |
| 13.    | Bohuslav Adamus          | 45  | obchodní zástupce                                        | Karviná  | Dobrovolné opuštění soutěže (4. vyřazený) |
| 14.    | Pavel Krajčík            | 37  | obchodník s vínem                                        | Praha    | 3. vyřazený                               |
| 15.    | Marek Kühnel             | 24  | nezaměstnaný (dříve fotbalista, nyní ve vězení)          | Lovosice | 2. vyřazený                               |
| 16.    | Barbora „Bára“ Nosková   | 34  | food stylistka                                           | Praha    | 1. vyřazená                               |

### Vyřazovací tabulka
| Pořadí | Soutěžící | Díl  | Díl   | Díl   | Díl               | Díl  | Díl  | Díl   | Díl  | Díl        | Díl    | Díl   | Díl  | Díl              | Díl  | Díl  | Díl   | Díl   | Díl    | Díl   | Díl             | Díl   | Díl  | Díl   | Díl  | Díl  | Díl      | Díl   | Díl  | Díl  | Díl                   | Díl   | Díl | Díl   | Díl  | Díl   | Díl   | Díl  | Díl  | Díl   | Díl   | Díl   | Díl   | Díl   | Díl  | Díl                                  |
| Pořadí | Soutěžící | 5.   | 5.    | 6.    | 6.                | 6.   | 7.   | 7.    | 8.   | 8.         | 9.     | 9.    | 10.  | 10.              | 10.  | 11.  | 11.   | 11.   | 12.    | 12.   | 13.             | 13.   | 13.  | 14.   | 14.  | 14.  | 15.      | 15.   | 16.  | 16.  | 17.                   | 17.   | 18. | 18.   | 19.  | 19.   | 19.   | 19.  | 20.  | 20.   | 21.   | 21.   | 21.   | 22.   | 22.  | 23.                                  |
| Pořadí | Soutěžící | IMB  | V     | IMB   | VST               | V    | T    | V     | IMB  | VMC        | T      | V     | I    | VST              | V    | T    | VZT   | V     | T      | VBB   | IST             | V     | V    | PoNMB | PoN  | PoN  | I –> VMB | V     | T    | V    | I                     | V     | I   | VMB   | T    | V     | V     | V    | IMC  | VMB   | IMB   | I     | I     | I     | VST  | FINÁLEPředkrm : Hlavní chod : Dezert |
| ------ | --------- | ---- | ----- | ----- | ----------------- | ---- | ---- | ----- | ---- | ---------- | ------ | ----- | ---- | ---------------- | ---- | ---- | ----- | ----- | ------ | ----- | --------------- | ----- | ---- | ----- | ---- | ---- | -------- | ----- | ---- | ---- | --------------------- | ----- | --- | ----- | ---- | ----- | ----- | ---- | ---- | ----- | ----- | ----- | ----- | ----- | ---- | ------------------------------------ |
| 1.     | Kristína  | FAIL | PASS+ | PASS+ | SAVE              | SAVE | WIN  | SAVE  | IN   | PASS+      | WIN    | SAVE  | IN   | PASS s Ester     | SAVE | LOSS | FAIL  | ELIM  |        |       |                 |       |      | PASS  | PASS | BACK | IN       | PASS  | WIN  | SAVE | IN se svou maminkou   | PASS  | WIN | SAVE  | LOSS | PASS  | SAVE  | SAVE | WIN  | SAVE  | IN    | PASS  | FAIL+ | IN    | PASS | VÍTĚZ8 : 13 : 12                     |
| 2.     | Honza     | PASS | SAVE  | PASS  | SAVE              | SAVE | LOSS | PASS  | IN   | PASS       | LOSS   | PASS  | IN   | WIN se Šárkou    | SAVE | LOSS | PASS  | SAVE  | LOSS   | PASS+ | FAIL vs. Mirek  | FAIL  | ELIM | PASS- | PASS | BACK | WIN      | SAVE  | WIN  | SAVE | IN se svým tatínkem   | PASS  | IN  | PASS  | LOSS | FAIL  | PASS+ | SAVE | HIGH | PASS+ | IN    | FAIL+ | —     | WIN   | SAVE | 2. MÍSTO9 : 10                       |
| 3.     | Lea       | PASS | SAVE  | LOW-  | PASS se Šárkou    | SAVE | WIN  | SAVE  | IN   | PASS       | WIN    | SAVE  | HIGH | PASS s Mirkem    | SAVE | LOSS | PASS+ | SAVE  | WIN    | SAVE  | FAIL vs. Petr   | PASS  | SAVE | SAVE  | SAVE | SAVE | IN       | PASS- | WIN  | SAVE | IN se svou maminkou   | PASS- | IN  | PASS  | LOSS | FAIL  | FAIL  | PASS | IN   | PASS  | HIGH+ | FAIL+ | —     | PASS+ | SAVE | 3. MÍSTO13 : 7 : 8                   |
| 4.     | Petr      | PASS | SAVE  | WIN   | SAVE              | SAVE | LOSS | PASS- | IN   | PASS+      | WIN    | SAVE  | WIN  | SAVE             | SAVE | WIN  | SAVE  | SAVE  | MIDDLE | WIN   | WIN vs. Lea     | SAVE  | SAVE | SAVE  | SAVE | SAVE | IN       | PASS  | LOSS | PASS | WIN se svou dcerou    | SAVE  | IN  | PASS  | WIN  | FAIL  | PASS  | SAVE | IN   | PASS- | IN    | PASS  | FAIL+ | IN    | ELIM |                                      |
| 5.     | Oliver    | PASS | SAVE  | IN    | PASS s Mirkem     | SAVE | WIN  | SAVE  | PASS | SAVE       | MIDDLE | PASS+ | HIGH | PASS s Monou     | SAVE | LOSS | FAIL  | PASS  | MIDDLE | PASS+ | WIN vs. Kačka   | SAVE  | SAVE | SAVE  | SAVE | SAVE | IN       | PASS  | LOSS | SAVE | IN se svou přítelkyní | PASS  | IN  | WIN   | WIN  | PASS+ | SAVE  | SAVE | IN   | ELIM  |       |       |       |       |      |                                      |
| 6.     | Kačka     | FAIL | WIN   | IN    | PASS s Bohuslavem | SAVE | WIN  | SAVE  | IN   | WIN        | WIN    | SAVE  | HIGH | FAIL s Denisou   | PASS | LOSS | FAIL  | PASS+ | LOSS   | PASS- | FAIL vs. Oliver | PASS+ | SAVE | SAVE  | SAVE | SAVE | IN       | PASS  | LOSS | SAVE | IN se svým bratrem    | PASS  | IN  | PASS- | WIN  | FAIL  | FAIL  | ELIM |      |       |       |       |       |       |      |                                      |
| 7.     | Ester     | FAIL | PASS  | IN    | PASS s Pavlem     | SAVE | WIN  | SAVE  | WIN  | SAVE       | MIDDLE | PASS  | HIGH | PASS s Kristínou | SAVE | WIN  | SAVE  | SAVE  | WIN    | SAVE  | FAIL vs. Mona   | FAIL  | PASS | SAVE  | SAVE | SAVE | IN       | PASS  | WIN  | SAVE | IN se svým synem      | PASS  | IN  | ELIM  |      |       |       |      |      |       |       |       |       |       |      |                                      |
| 8.     | Mona      | FAIL | PASS  | IN    | FAIL se Zuzanou   | PASS | LOSS | PASS  | IN   | PASS       | LOSS   | PASS+ | HIGH | PASS s Oliverem  | SAVE | WIN  | SAVE  | SAVE  | WIN    | SAVE  | WIN vs. Ester   | SAVE  | SAVE | SAVE  | SAVE | SAVE | IN       | PASS  | LOSS | ELIM |                       |       |     |       |      |       |       |      |      |       |       |       |       |       |      |                                      |
| 9.     | Šárka     | WIN  | SAVE  | LOW   | PASS s Leou       | SAVE | LOSS | PASS+ | PASS | SAVE       | MIDDLE | PASS  | IN   | WIN s Honzou     | SAVE | WIN  | SAVE  | SAVE  | LOSS   | ELIM  |                 |       |      | PASS  | PASS | BACK | IN       | ELIM  |      |      |                       |       |     |       |      |       |       |      |      |       |       |       |       |       |      |                                      |
| 10.    | Mirek     | FAIL | PASS- | IN    | PASS s Oliverem   | SAVE | WIN  | SAVE  | IN   | PASS       | LOSS   | PASS  | IN   | PASS s Leou      | SAVE | WIN  | SAVE  | SAVE  | MIDDLE | PASS+ | WIN vs. Honza   | SAVE  | SAVE | SAVE  | SAVE | SAVE | ELIM     |       |      |      |                       |       |     |       |      |       |       |      |      |       |       |       |       |       |      |                                      |
| 11.    | Denisa    | FAIL | PASS- | IN    | FAIL s Markem     | PASS | WIN  | SAVE  | IN   | ELIM PASS- | LOSS   | PASS  | IN   | FAIL s Kačkou    | ELIM |      |       |       |        |       |                 |       |      | PASS  | FAIL |      |          |       |      |      |                       |       |     |       |      |       |       |      |      |       |       |       |       |       |      |                                      |
| 12.    | Zuzana    | PASS | SAVE  | IN    | FAIL s Monou      | PASS | LOSS | PASS  | PASS | SAVE       | MIDDLE | ELIM  |      |                  |      |      |       |       |        |       |                 |       |      | FAIL  |      |      |          |       |      |      |                       |       |     |       |      |       |       |      |      |       |       |       |       |       |      |                                      |
| 13.    | Bohuslav  | PASS | SAVE  | IN    | PASS s Kačkou     | SAVE | LOSS | PASS  | IN   | PASS LEFT  |        |       |      |                  |      |      |       |       |        |       |                 |       |      | FAIL  |      |      |          |       |      |      |                       |       |     |       |      |       |       |      |      |       |       |       |       |       |      |                                      |
| 14.    | Pavel     | PASS | SAVE  | LOW   | PASS s Ester      | SAVE | LOSS | ELIM  |      |            |        |       |      |                  |      |      |       |       |        |       |                 |       |      | PASS  | FAIL |      |          |       |      |      |                       |       |     |       |      |       |       |      |      |       |       |       |       |       |      |                                      |
| 15.    | Marek     | FAIL | PASS+ | LOW   | FAIL s Denisou    | ELIM |      |       |      |            |        |       |      |                  |      |      |       |       |        |       |                 |       |      | FAIL  |      |      |          |       |      |      |                       |       |     |       |      |       |       |      |      |       |       |       |       |       |      |                                      |
| 16.    | Bára      | FAIL | ELIM  |       |                   |      |      |       |      |            |        |       |      |                  |      |      |       |       |        |       |                 |       |      | FAIL  |      |      |          |       |      |      |                       |       |     |       |      |       |       |      |      |       |       |       |       |       |      |                                      |

(I) Individuální výzva, (V) Vyřazovací test, (T) Týmová challenge, (PoN) Pokus o návrat do soutěže

(MB) Tajemný box, (MC) MasterClass, (ZT) Znalostní test, (ST) Stresový test, (BB) Výzva Bageterie Boulevard

Legenda
      (VÍTĚZ/KA)
MasterChef této řady.
      (2. MÍSTO)
Finalista umístivše se na 2. místě.
      (3. MÍSTO)
Finalista umístivše se na 3. místě.
      (WIN)
Soutěžící vyhrál individuální výzvu/vyřazovací test (Tajemný box / MasterClass / Znalostní test - test chuti, čichu, intuice,...) či příp. pokus o návrat do soutěže, a tak postoupil do dalšího kola.
      (BACK)
Soutěžící se v rámci pokusu o návrat vrátil zpět do soutěže.
      (WIN)
Soutěžící byl kapitánem vítězného týmu v Týmové výzvě a rovnou postoupil do dalšího kola (příp. se účastnil boje o výhodu/získal výhodu v dalším kole).
      (WIN)
Soutěžící byl součástí vítězného týmu v Týmové výzvě a rovnou postoupil do dalšího kola (příp. se účastnil boje o výhodu/získal výhodu v dalším kole).
      (PASS+)
Soutěžící byl vybrán jako jeden z nejlepších při individuální výzvě/vyřazovacím testu a postoupil do dalšího kola.
      (PASS)
Soutěžící uspěl v individuální výzvě/vyřazovacím testu a postoupil do dalšího kola.
      (PASS−)
Soutěžící byl vybrán jako jeden z nejhorších při individuální výzvě/vyřazovacím testu, ale přesto postoupil do dalšího kola.
      (HIGH+)
Soutěžící byl vybrán jako jeden z nejlepších při individuální výzvě/vyřazovacím testu, získal strategickou výhodu do příští výzvy, ale nepostoupil.
      (HIGH)
Soutěžící byl vybrán jako jeden z nejlepších při individuální výzvě/vyřazovacím testu, ale nepostoupil.
      (SAVE)
Soutěžící se nemusel tohoto kola účastnit a vyhnul se tak vyřazování.
      (—)
Soutěžící se nemohl tohoto kola (týkajícího se většinou boje o výhodu) účastnit.
      (IN)
Soutěžící neskončil ani mezi nejlepšími, ani mezi nejhoršími v individuální výzvěa nepostoupil.
      (MIDDLE)
Soutěžící byl kapitánem prostředního týmu (v pořadí mezi vítězným a poraženým) v Týmové výzvě a musel se účastnit vyřazovací výzvy (příp. nezískal výhodu).
      (MIDDLE)
Soutěžící byl součástí prostředního týmu (v pořadí mezi vítězným a poraženým) v Týmové výzvě  a musel se účastnit vyřazovací výzvy (příp. nezískal výhodu).
      (LOW)
Soutěžící byl vybrán jako jeden z nejhorších při individuální výzvě/vyřazovacím testu a nepostoupil.
      (LOW-)
Soutěžící byl vybrán jako nejhorší při individuální výzvě/vyřazovacím testu a nepostoupil.
      (FAIL+)
Soutěžící neuspěl v individuální výzvě zahrnující výhodu a ztratil tak příležitost o ni nadále bojovat.
      (FAIL)
Soutěžící neuspěl v individuální výzvě/vyřazovacím testu a šel do (další) vyřazovací výzvy.
      (LOSS)
Soutěžící byl kapitánem poraženého týmu v Týmové výzvě a musel se účastnit vyřazovací výzvy (příp. získal nevýhodu v dalším kole).
      (LOSS)
Soutěžící byl součástí poraženého týmu v Týmové výzvě a musel se účastnit vyřazovací výzvy (příp. získal nevýhodu v dalším kole).
      (LEFT)
Účastník odstoupil ze soutěže.
      (ELIM)
Soutěžící byl vyřazen ze soutěže.